# STUDIO N
STUDIO N(스튜디오 엔)은 2018년 8월 시작한 네이버 웹툰의 자회사이다. 한국 웹툰과 온라인 소설을 기반으로 한 드라마 영화 애니메이션 텔레비전 시리즈를 제작한다.

## 제작 드라마 작품
- 타인은 지옥이다
- 쌉니다 천리마마트 (드라마)
- 여신강림 (드라마)
- 스위트홈 (대한민국의 드라마)
- 알고있지만,
- 유미의 세포들 (드라마)
- 그 해 우리는
- 내일 (2022년 드라마)
- 금수저 (드라마)
- 남주의 첫날밤을 가져버렸다
- 내 여자친구는 상남자